# Longwy-sur-le-Doubs
Longwy-sur-le-Doubs là một xã của tỉnh Jura, thuộc vùng Bourgogne-Franche-Comté, miền đông nước Pháp.